# Benjamín Morra
Benjamín Camilo Morra (Buenos Aires, 10 de marzo de 1886 - Buenos Aires, 24 de diciembre de 1942) fue un médico y poeta argentino, conocido por su participación en la represión del último malón argentino en 1919.

## Primeros años y familia
Benjamín Morra nació en una familia de prosapia en Buenos Aires, en la calle Alvear 95 del barrio de La Recoleta. Su bisabuelo materno fue Justo José de Urquiza, un político destacado y gobernador de la provincia de Entre Ríos, famoso por derrotar a Juan Manuel de Rosas en la Batalla de Caseros en 1852. Su abuelo materno, Benjamín Victorica, participó en la Conquista del Chaco y fundó varios pueblos en territorios habitados por pueblos originarios, ganando notoriedad por rematar un mástil de la bandera con la cabeza de un cacique.
Su abuelo paterno, Camilo Morra, fue un noble italiano con varios títulos, incluyendo el de marqués de Monterocchetta. Su padre, el marqués Carlo Morra, presidió la Sociedad Central de Arquitectos y diseñó importantes edificios en Buenos Aires.

## Carrera en Medicina
Morra estudió medicina y se doctoró con la tesis Píloro espasmo esencial de la infancia en 1912. En 1916, publicó Profilaxis en las enfermedades venéreas y sífilis. Además de su labor médica, Morra escribió ficciones y poemas, destacándose en la revista Caras y Caretas. Publicó poemas como De mi álbum (1914), La confidencia de Pierrot (1914) y Madrigal (1917), y participó en el filme Un romance argentino (1915).

## Participación en la represión del malón de 1919
La represión del malón de 1919 en Formosa marcó un punto crucial en su vida. Los pilagás habían masacrado a los habitantes del Fortín Yunká, y Morra se unió a la campaña militar liderada por el capitán Enrique Gil Boy para restituir el orden. Se desempeñó como médico y registró sus experiencias en la nota Por tierra de indios, publicada en Caras y Caretas, donde describió las duras condiciones de la campaña y su interacción con el cacique Nela-Lagadík, a quien protegió y ayudó a escapar. El escritor Carlos Aletto, en su columna de Clarín de "Vidas para leer" aporta información documentada sobre Benjamín Morra que eran desconocidas.

## Últimos años y legado

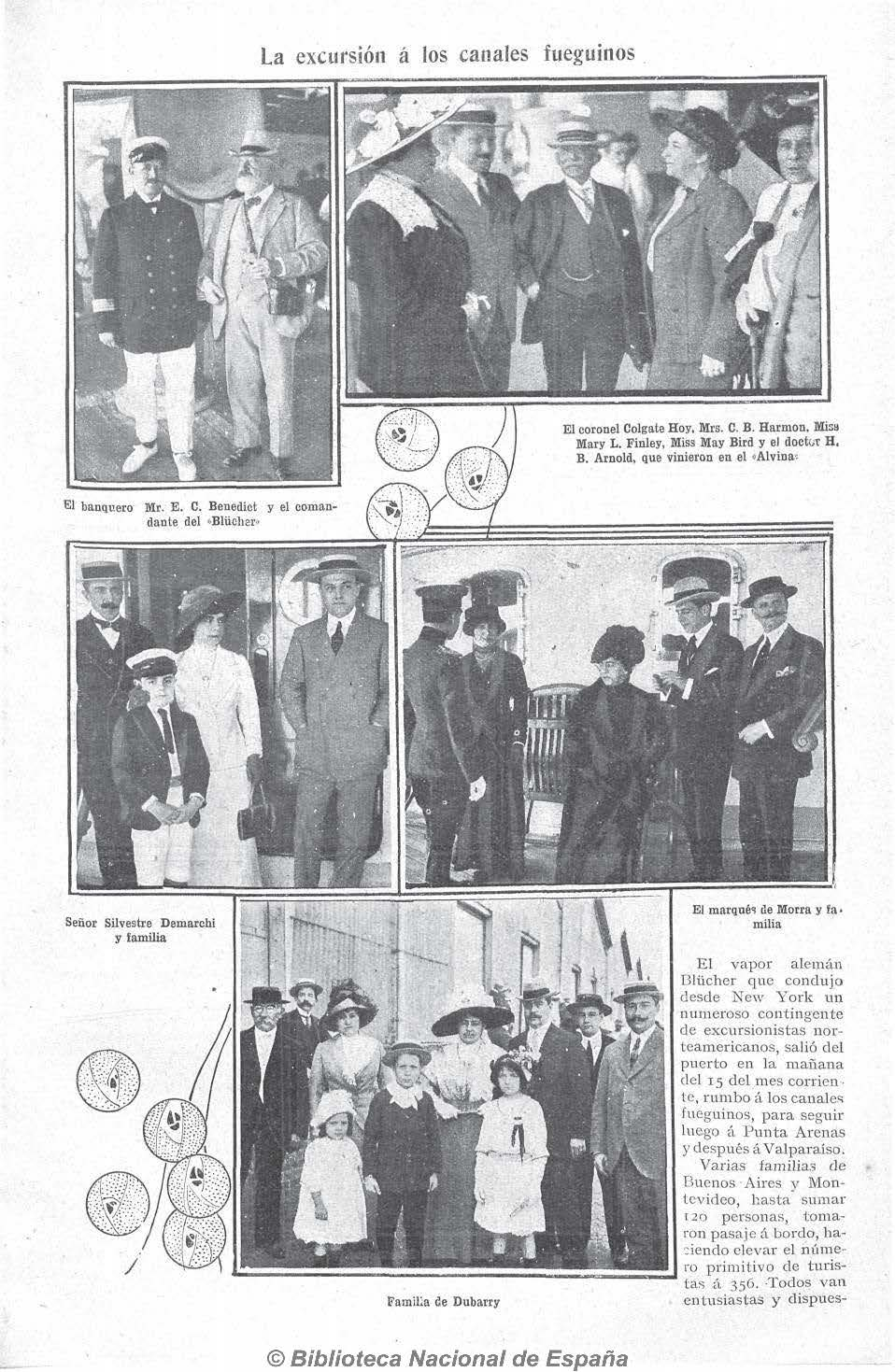
Página de sociales de Caras y Caretas donde aparece la familia Morra antes de un viaje.

Después de la represión, Morra llevó una vida austera y discreta, viviendo con su madre, Inés Victorica. Falleció el 24 de diciembre de 1942 por complicaciones de un tumor en el estómago. Fue enterrado en el cementerio de la Recoleta en un panteón construido por el escultor Luigi Brizzolara.
La biografía de Benjamín Morra ofrece una visión renovada de un período de cambios y conflictos en la historia argentina, destacando su identidad multifacética y su contribución tanto en la medicina como en la literatura y la política.